# Dekret o aneksiji Bosne i Hercegovine
Dekret o aneksiji Bosne i Hercegovine je bio jednostrani dekret kojeg je izdala austro-ugarska Vlada 6. listopada 1908.

## Povijest
Na Berlinskom kongresu 1878. Austro-Ugarska je dobila mandat da okupira Bosnu i Hercegovinu, kao naknadu za gubitke nastale odustajanjem od teritorijalnih zahtjeva prema Lombardiji, Furlaniji i Veneciji. Teritorijalna pripadnost Turskoj nije dovedena u pitanje, tako da je formalno BiH bila pod turskim suverenitetom, ali u stvarnosti pod austro-ugarskom upravom. U kolovozu 1878. BiH je okupirana vojnim putem. 
Okolnosti koje su natjerale Austro-Ugarsku na pripojenje bili su revolucionarni događaji u Osmanskom Carstvu: srpanj 1908. je donio Mladotursku revoluciju. Intelektualci i časnici iz pobunjeničkih redova natjerali su sultana da opet uspostavi Ustav iz 1876. te sazove Parlament. Sazivanje je značilo i biranje i pozivanje zastupnika iz svih krajeva, što je uključivalo i BiH, jer je ona formalno bila dio turskog teritorija. 
Čim su vlasti u Beču doznale da su muslimani i pravoslavci iz BiH stvarno odlučili birati zastupnike koje bi poslali u Carigrad, čime bi ugrozile pripadnost BiH Austro-Ugarskoj i potvrdile njenu pripadnost Turskoj, hitno su donijele dekret kojim su pripojile Bosnu i Hercegovinu. Dekret su objavile 6. listopada 1908.
Kao dio svih ovih događaja se može promatrati i bugarsko proglašenje neovisnosti dan prije 5. listopada, kada se proglasila kraljevinom.

## Posljedice
Ovaj čin izazvao je krizu (tzv. aneksijska kriza) koja je prijetila izbijanjem rata između već narogušenih vojnih blokova u Europi.
Aneksija je ozbiljno ugrozila interese carske Rusije, koja je imala interese na Balkanu. Engleskoj je ugrožavalo interese, jer je u tome vidjela njemačko osiguravanje trase strateške željezničke prometnice Berlin-Bagdad. Kraljevini Srbiji je ugrozilo njene tajne želje za širenjem na zapad.

## Vanjske poveznice
- (srp.) Proglas Franje Josipa od 7. listopada 1908. povodom aneksije BiH
- Aneksija Bosne i Hercegovine Hrvatska enciklopedija (LZMK)